# Serie A1 2006-2007 (hockey in-line)
La Serie A1 2006-2007 è stata l'11ª edizione del massimo campionato italiano di hockey in-line. Il torneo ha avuto inizio il 25 novembre 2006 e si è concluso il 9 maggio 2007.
Lo scudetto è stato conquistato dall'Asiago Vipers per la quarta volta nella loro storia.

## Squadre partecipanti
| Club            | Stagione | Città           | Stagione precedente                                                 |
| --------------- | -------- | --------------- | ------------------------------------------------------------------- |
| Asiago Vipers   | dettagli | Asiago (VI)     | 3º nel girone A in Serie A1, vince i play-off scudetto              |
| Cittadella      | dettagli | Cittadella (PD) | 6º nel girone B in Serie A1                                         |
| Diavoli Vicenza | dettagli | Vicenza         | 4º nel girone B in Serie A1, quarti di finale dei play-off scudetto |
| Draghi Torino   | dettagli | Torino          | 5º nel girone B in Serie A1                                         |
| Edera Trieste   | dettagli | Trieste         | 1º nel girone A in Serie A1, semifinale dei play-off scudetto       |
| Empoli          | dettagli | Empoli (FI)     | 4º nel girone A in Serie A1, quarti di finale dei play-off scudetto |
| Ghosts Padova   | dettagli | Padova          | 2º nel girone A in Serie A1, finale dei play-off scudetto           |
| Libertas Forlì  | dettagli | Forlì           | 6º nel girone A in Serie A1                                         |
| Lions Arezzo    | dettagli | Arezzo          | 1º nel girone B in Serie A1, semifinale dei play-off scudetto       |
| Latina          | dettagli | Latina          | 1º nel girone B in Serie A2, promosso                               |
| Milano 17 RAMS  | dettagli | Milano          | 3º nel girone B in Serie A1, quarti di finale dei play-off scudetto |
| Milano Quanta   | dettagli | Milano          | 1º nel girone A in Serie A2, promosso                               |
| Polet Trieste   | dettagli | Trieste         | 5º nel girone A in Serie A1                                         |

## Prima fase

### Girone A

#### Classifica
|  | Pos. | Squadra        | Pt | G  | V  | N | P | GF | GS | DR  |
|  | ---- | -------------- | -- | -- | -- | - | - | -- | -- | --- |
|  | 1.   | Asiago Vipers  | 30 | 10 | 10 | 0 | 0 | 83 | 22 | +61 |
|  | 2.   | Edera Trieste  | 24 | 10 | 8  | 0 | 2 | 94 | 37 | +57 |
|  | 3.   | Milano Quanta  | 18 | 10 | 6  | 0 | 4 | 54 | 53 | +1  |
|  | 4.   | Empoli         | 10 | 10 | 3  | 1 | 7 | 56 | 56 | +3  |
|  | 5.   | Milano 17 RAMS | 5  | 10 | 1  | 2 | 7 | 31 | 87 | -56 |
|  | 6.   | Latina         | 1  | 10 | 0  | 1 | 9 | 25 | 91 | -66 |

Legenda:
  Squadra ammessa ai play-off scudetto.
  Squadra campione d'Italia.
  Squadra vincitrice della Coppa Italia.
  Squadra vincitrice della Supercoppa italiana.
      Retrocessa in Serie A2 2007-2008.
Note:
Tre punti a vittoria, uno per il pareggio, zero a sconfitta.

### Girone B

#### Classifica
|  | Pos. | Squadra         | Pt | G  | V  | N | P  | GF | GS | DR  |
|  | ---- | --------------- | -- | -- | -- | - | -- | -- | -- | --- |
|  | 1.   | Lions Arezzo    | 33 | 12 | 11 | 0 | 1  | 91 | 37 | +54 |
|  | 2.   | Diavoli Vicenza | 25 | 12 | 8  | 1 | 3  | 84 | 38 | +46 |
|  | 3.   | Polet Trieste   | 19 | 12 | 6  | 1 | 5  | 36 | 50 | -14 |
|  | 4.   | Draghi Torino   | 15 | 12 | 5  | 0 | 7  | 57 | 57 | 0   |
|  | 5.   | Libertas Forlì  | 14 | 12 | 4  | 2 | 6  | 46 | 54 | -8  |
|  | 6.   | Ghosts Padova   | 11 | 12 | 3  | 2 | 7  | 44 | 60 | -14 |
|  | 7.   | Cittadella      | 3  | 12 | 2  | 0 | 10 | 23 | 85 | -62 |

Legenda:
  Squadra ammessa ai play-off scudetto.
  Squadra campione d'Italia.
  Squadra vincitrice della Coppa Italia.
  Squadra vincitrice della Supercoppa italiana.
      Retrocessa in Serie A2 2007-2008.
Note:
Tre punti a vittoria, uno per il pareggio, zero a sconfitta.
Cittadella: 3 punti di penalizzazione.

## Play-off scudetto
|  | Quarti di finale | Quarti di finale | Quarti di finale | Quarti di finale | Quarti di finale |  |  | Semifinali | Semifinali      | Semifinali    | Semifinali    | Semifinali    |               |   | Finale | Finale        | Finale        | Finale        | Finale | Finale | Finale |  |
|  |                  |                  |                  |                  |                  |  |  |            |                 |               |               |               |               |   |        |               |               |               |        |        |        |  |
|  | 1A               | Asiago Vipers    | Asiago Vipers    | 5                | 9                |  |  |            |                 |               |               |               |               |   |        |               |               |               |        |        |        |  |
|  | 4B               | Draghi Torino    | Draghi Torino    | 2                | 1                |  |  | 1A         | Asiago Vipers   | 5             | 5             | 8             |               |   |        |               |               |               |        |        |        |  |
|  | 2B               | Diavoli Vicenza  | Diavoli Vicenza  | 8                | 9                |  |  | 2B         | Diavoli Vicenza | 6             | 1             | 1             |               |   |        |               |               |               |        |        |        |  |
|  | 3A               | Milano Quanta    | Milano Quanta    | 2                | 3                |  |  |            |                 |               |               |               |               |   | 1A     | Asiago Vipers | Asiago Vipers | Asiago Vipers | 5      | 9      | 6      |  |
|  | 1B               | Lions Arezzo     | Lions Arezzo     | 8                | 10               |  |  |            |                 | 2A            | Edera Trieste | Edera Trieste | Edera Trieste | 1 | 6      | 5             |               |               |        |        |        |  |
|  | 4A               | Empoli           | Empoli           | 2                | 6                |  |  | 1B         | Lions Arezzo    | Lions Arezzo  | 4             | 1             |               |   |        |               |               |               |        |        |        |  |
|  | 2A               | Edera Trieste    | Edera Trieste    | 8                | 12               |  |  | 2A         | Edera Trieste   | Edera Trieste | 5             | 5             |               |   |        |               |               |               |        |        |        |  |
|  | 3B               | Polet Trieste    | Polet Trieste    | 2                | 6                |  |  |            |                 |               |               |               |               |   |        |               |               |               |        |        |        |  |

## Verdetti
| Verdetto                    | Club                            |
| --------------------------- | ------------------------------- |
| Campione d'Italia 2006-2007 | Asiago Vipers (4º titolo)       |
| Retrocessa in Serie A2      | Latina Ghosts Padova Cittadella |